# Geoglifos de Pintados

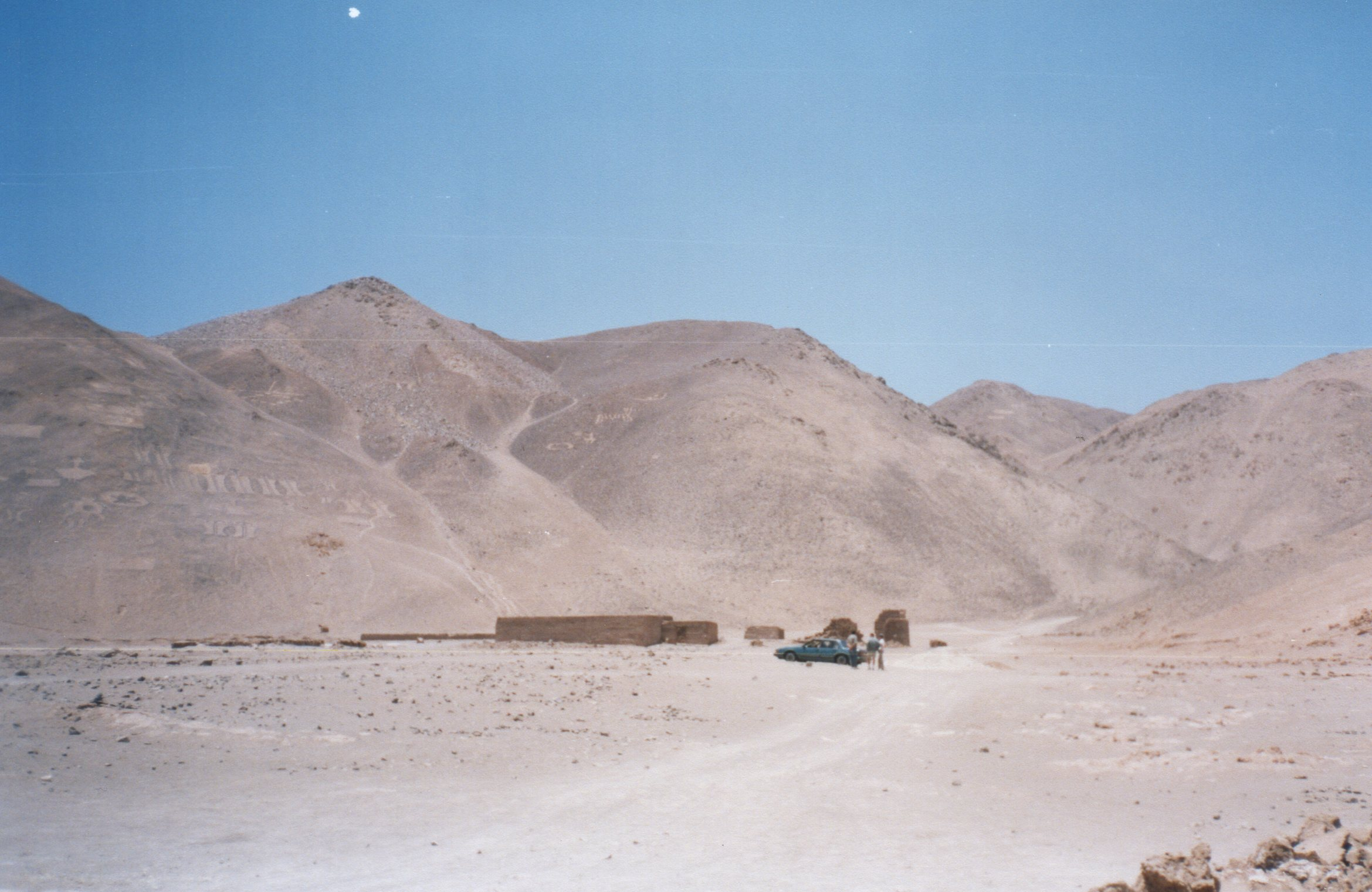
Geoglifos y edificaciones en Pintados, en 2002.

Los geoglifos de Pintados son una serie de geoglifos ubicados en la pampa del Tamarugal, en la región de Tarapacá (Chile). Se ubican aproximadamente a 95 kilómetros de distancia de Iquique, en la comuna de Pozo Almonte.

## Descripción
En el sector se encuentra una concentración de alrededor de 450 figuras dibujadas en los cerros, sobre una extensión de más de 3kms de intervención.
Estos geoglifos fueron dibujados por pueblos prehispánicos andinos, en un periodo entre los años 700 y 1500.d. C., mediante una técnica consistente en la remoción superficial del terreno, de forma de que se produzca un contraste entre la superficie excavada y su entorno.
No existe certeza con respecto al significado o la utilidad de estas figuras, aunque se han planteado teorías con respecto a su uso como señalización de cursos de agua, ritos locales o pertenencia cultural. En algunas de las figuras, por otro lado, sí se ha logrado identificar influencia cultural de la cultura Tiwanaku.
del año 199.0 años a.c

## Conservación
En 2024 se denunció que están sufriendo daños por parte vehículos pesados motorizados.

## Galería de imágenes
A continuación se muestran imágenes con todos los geoglifos del cerro.

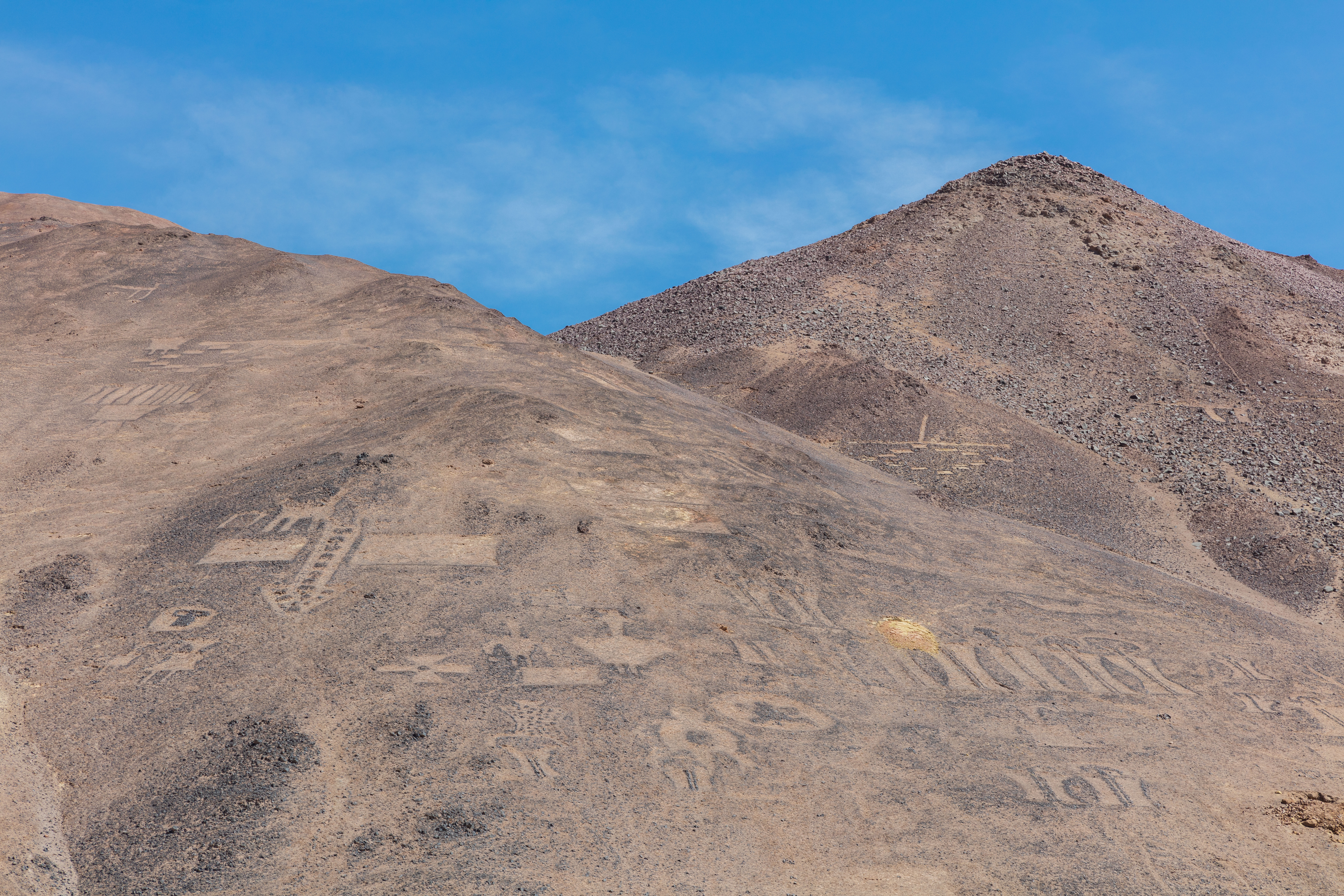
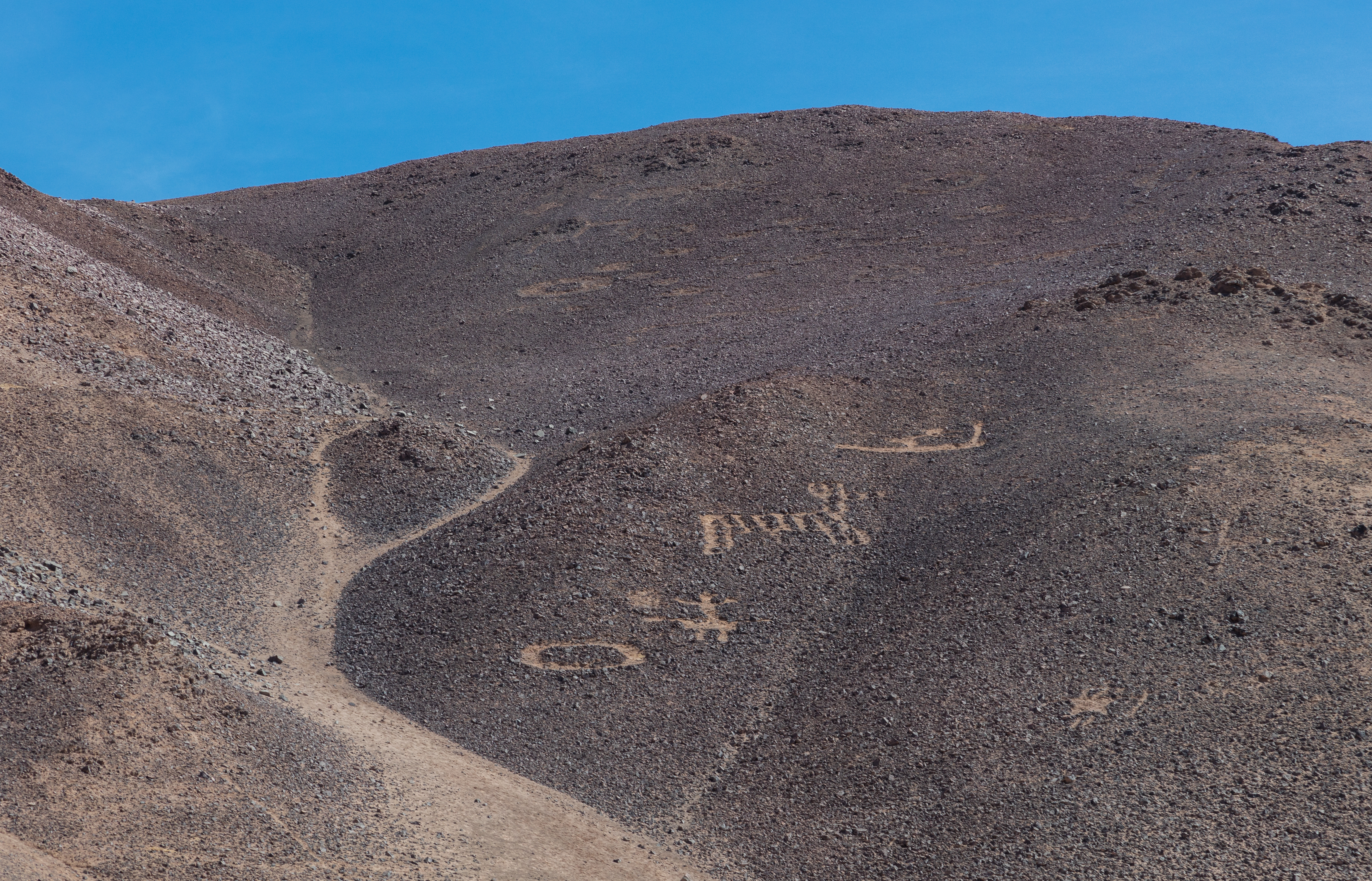
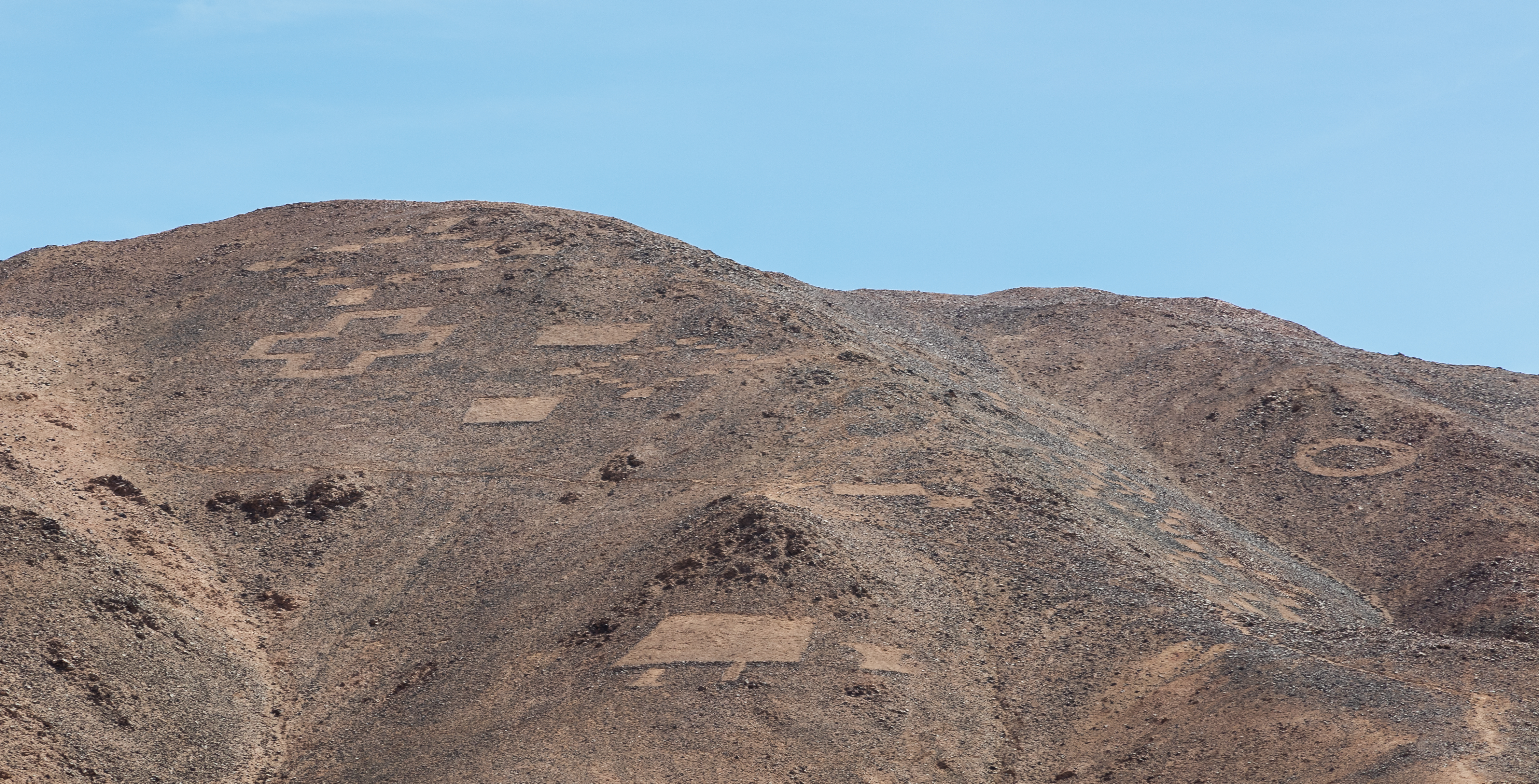
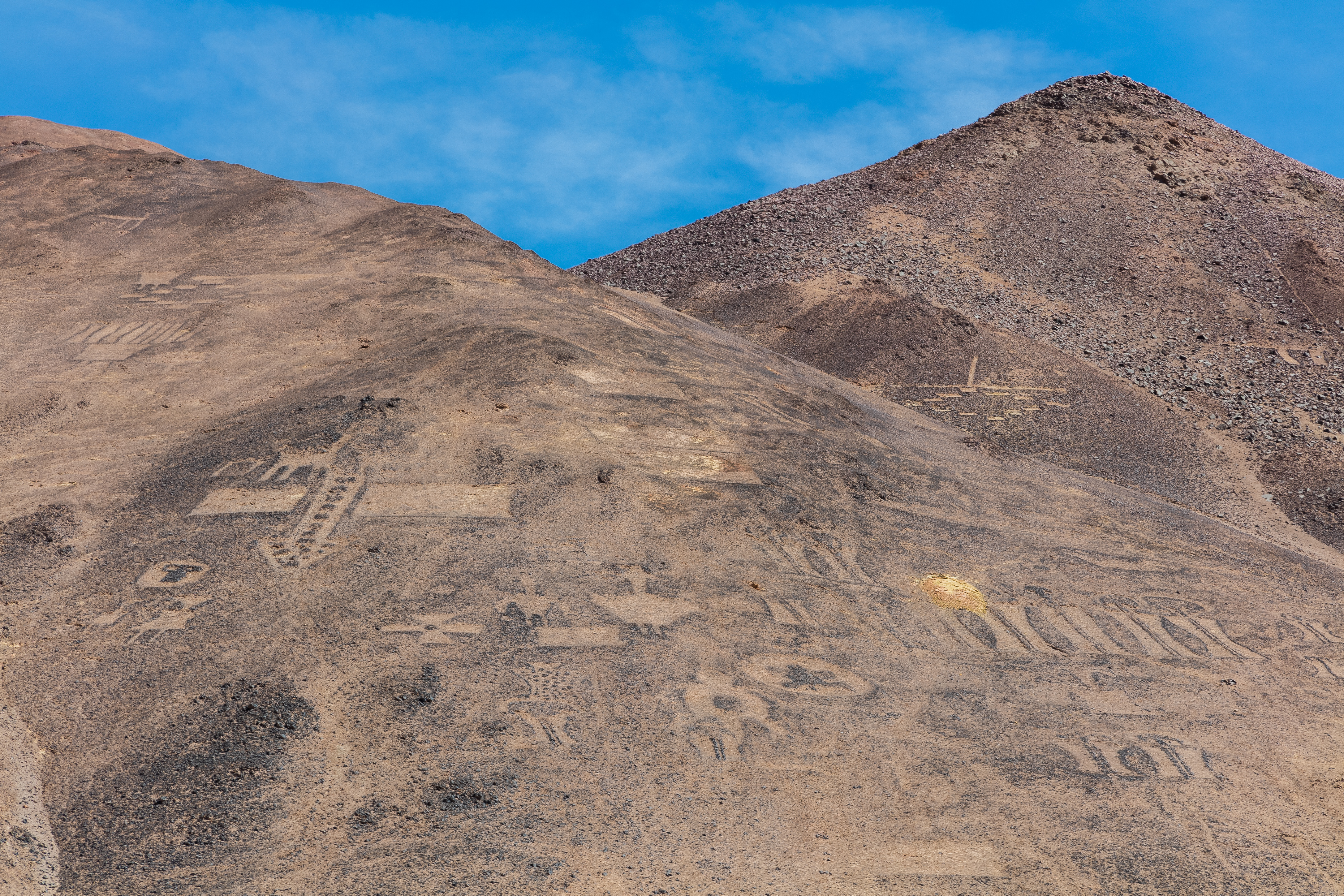
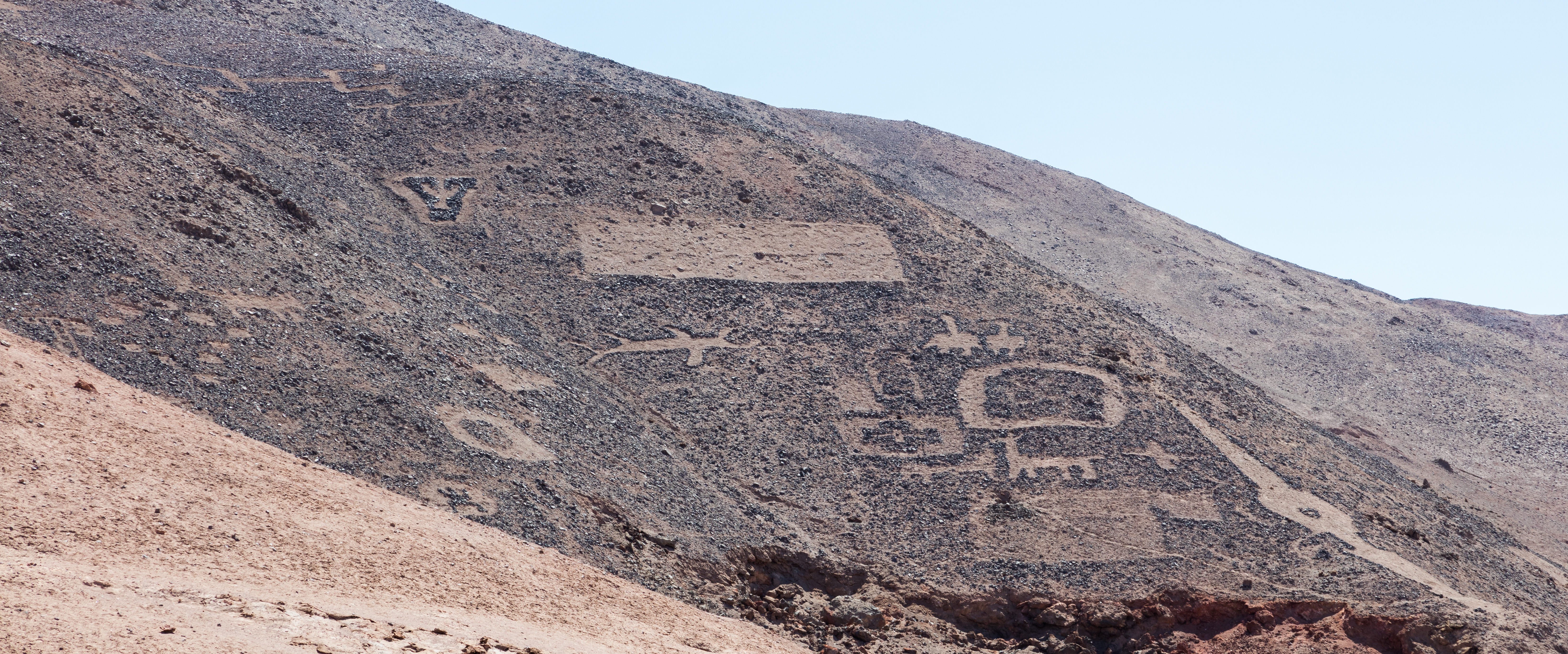
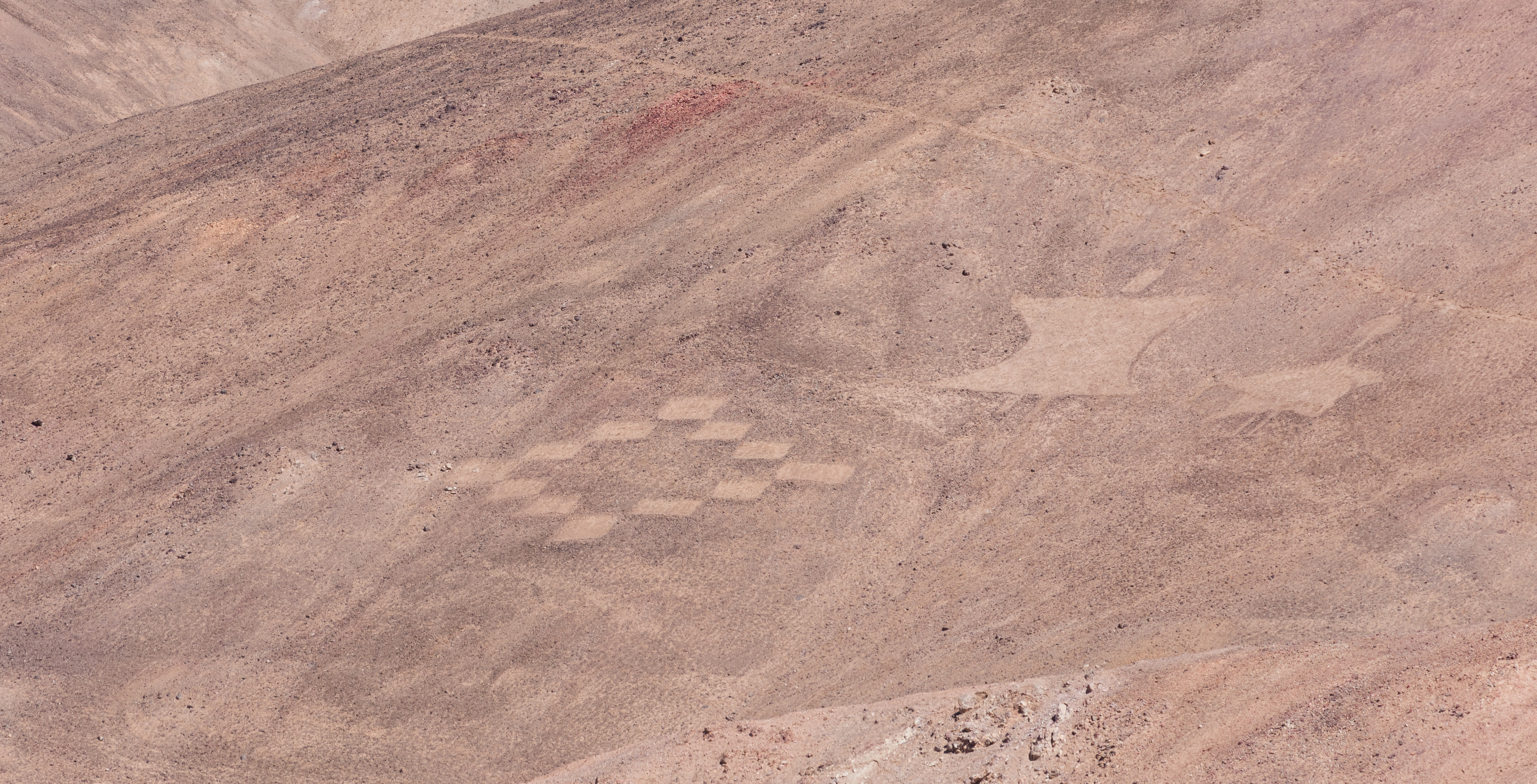
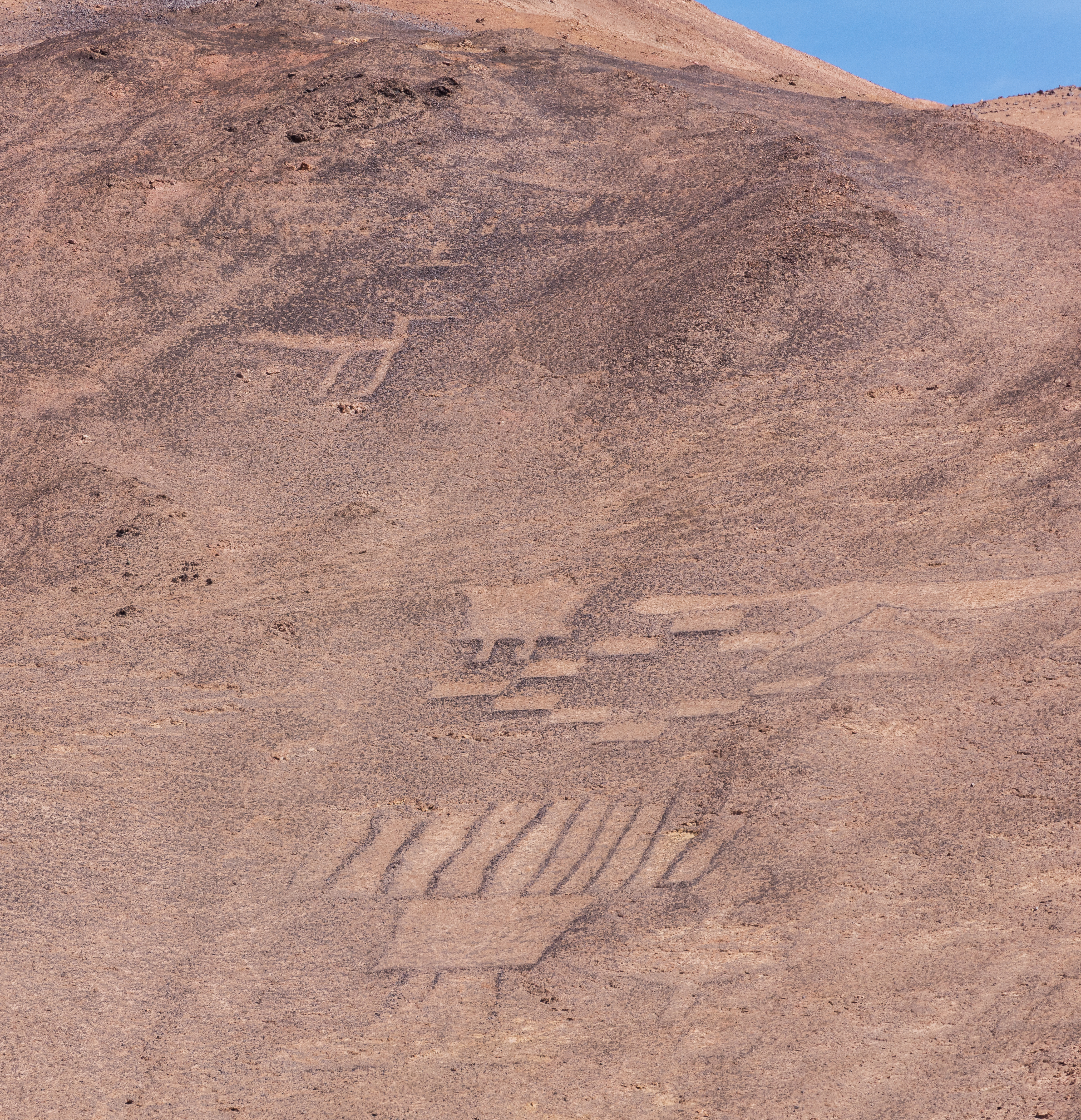
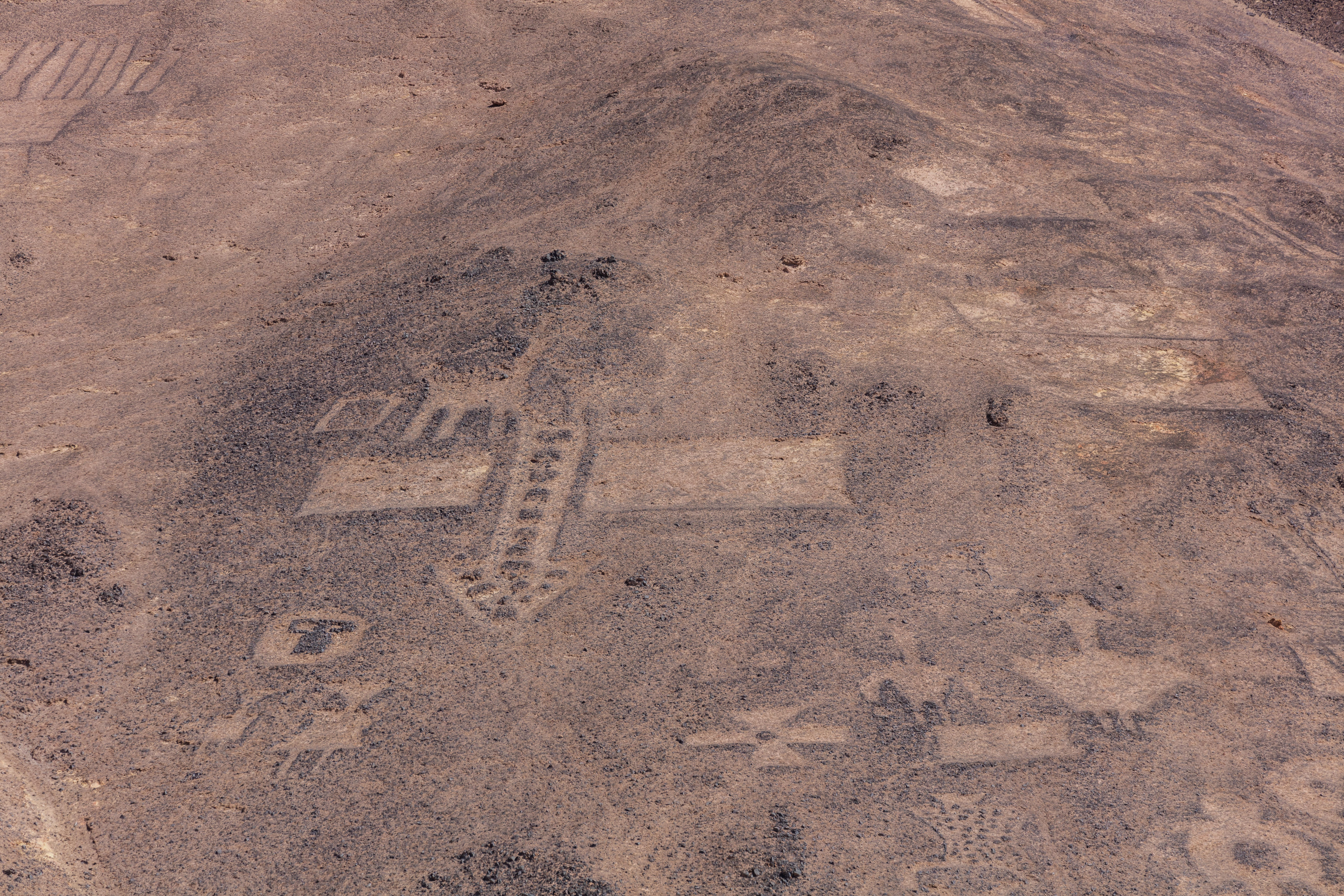
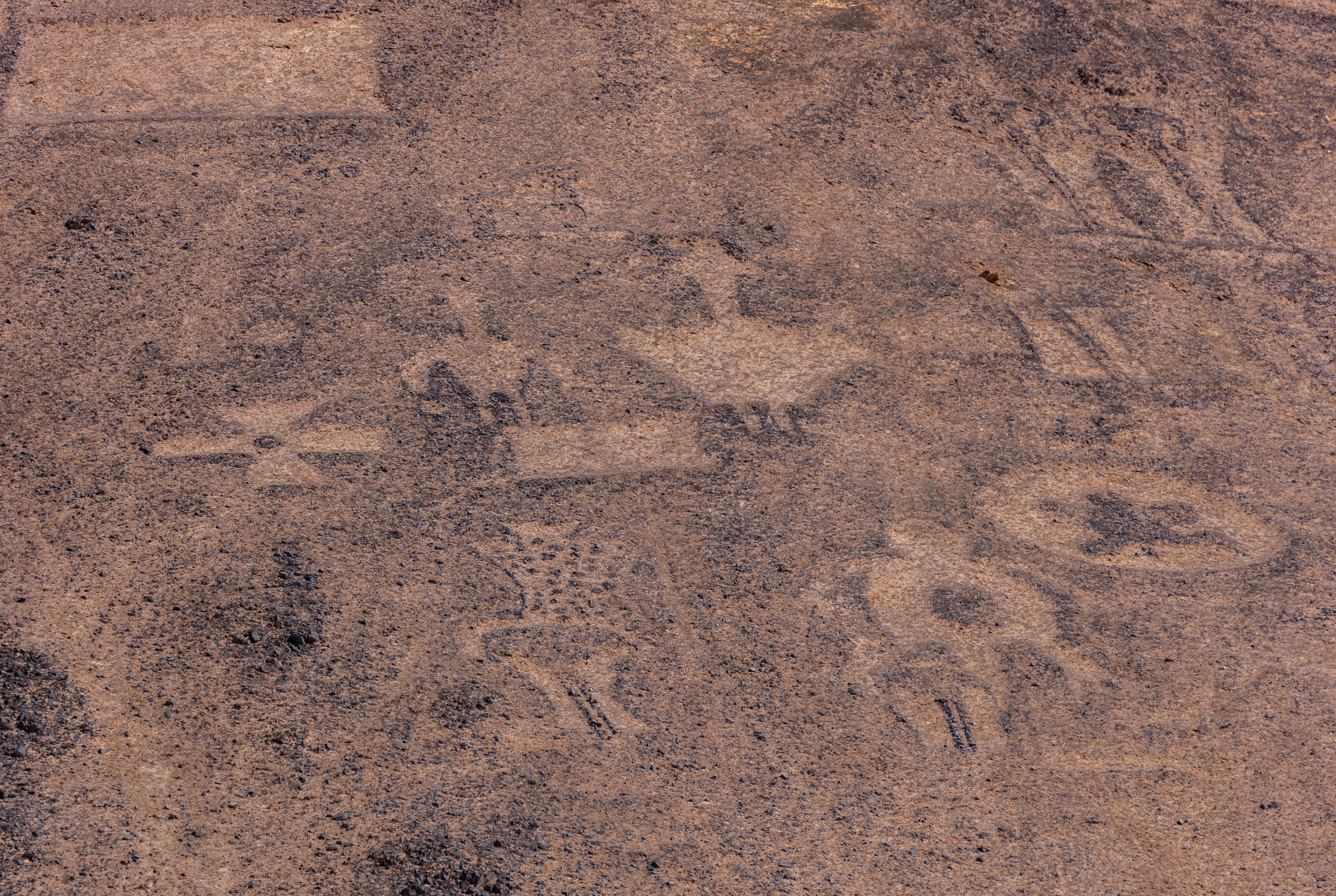
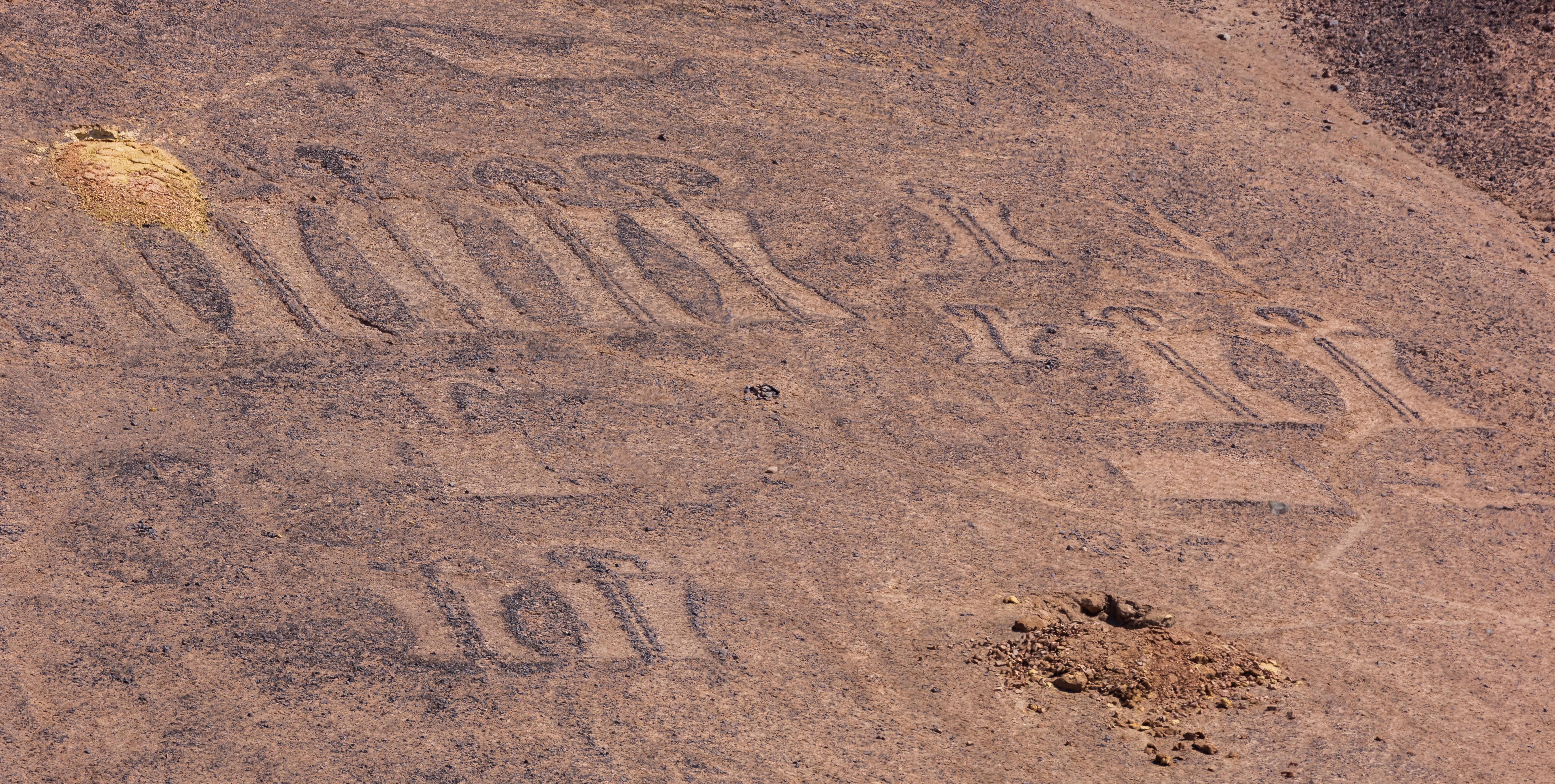
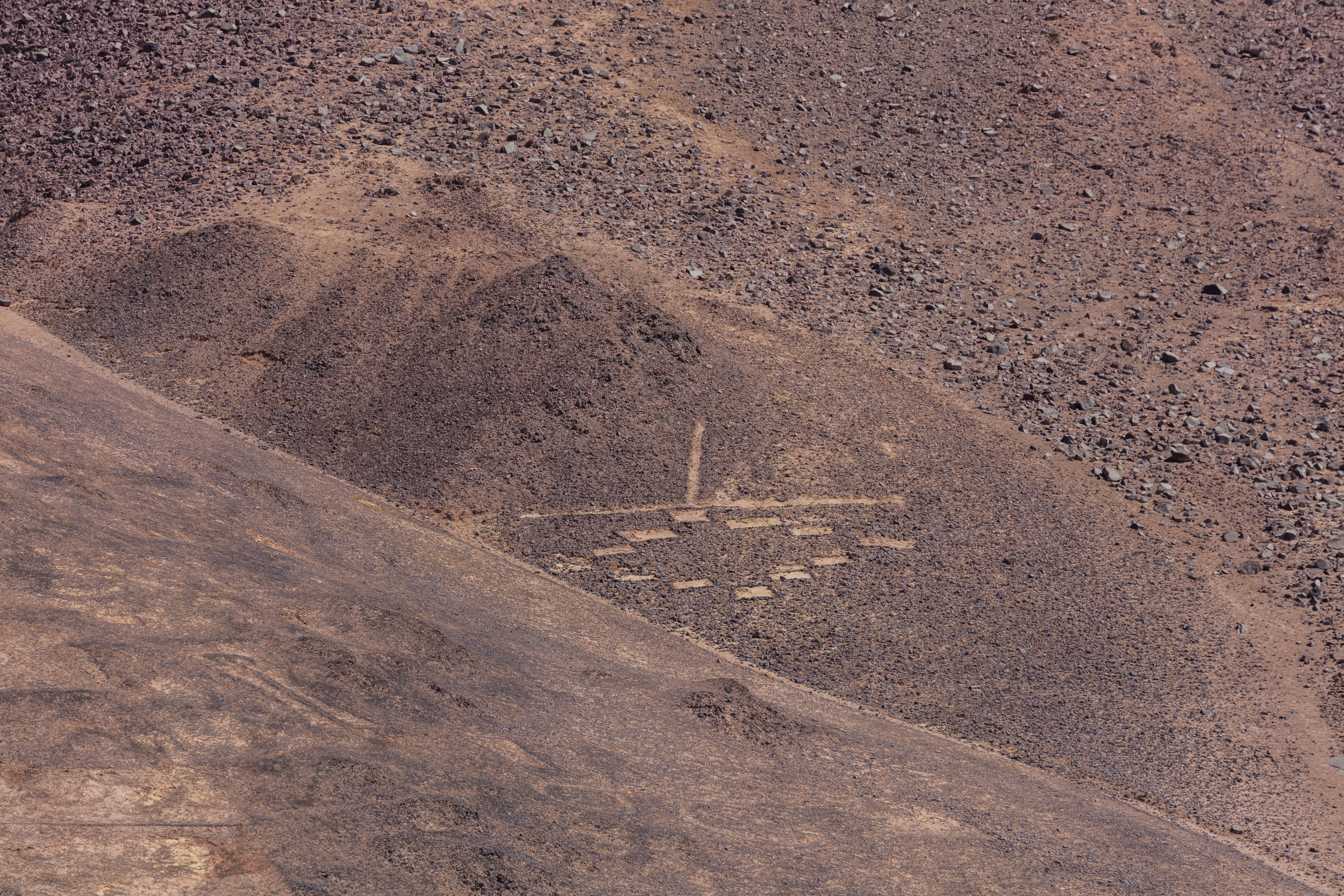
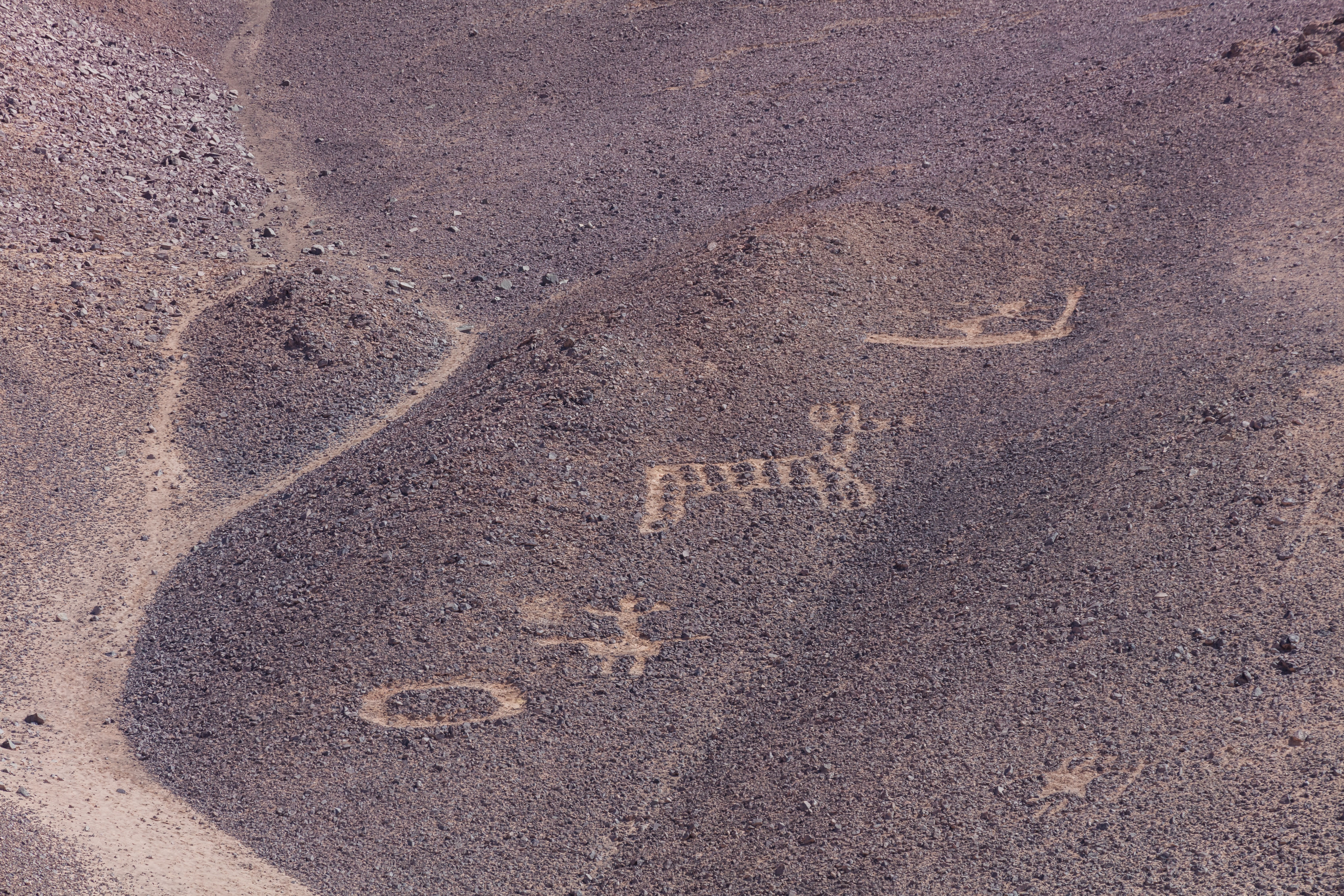
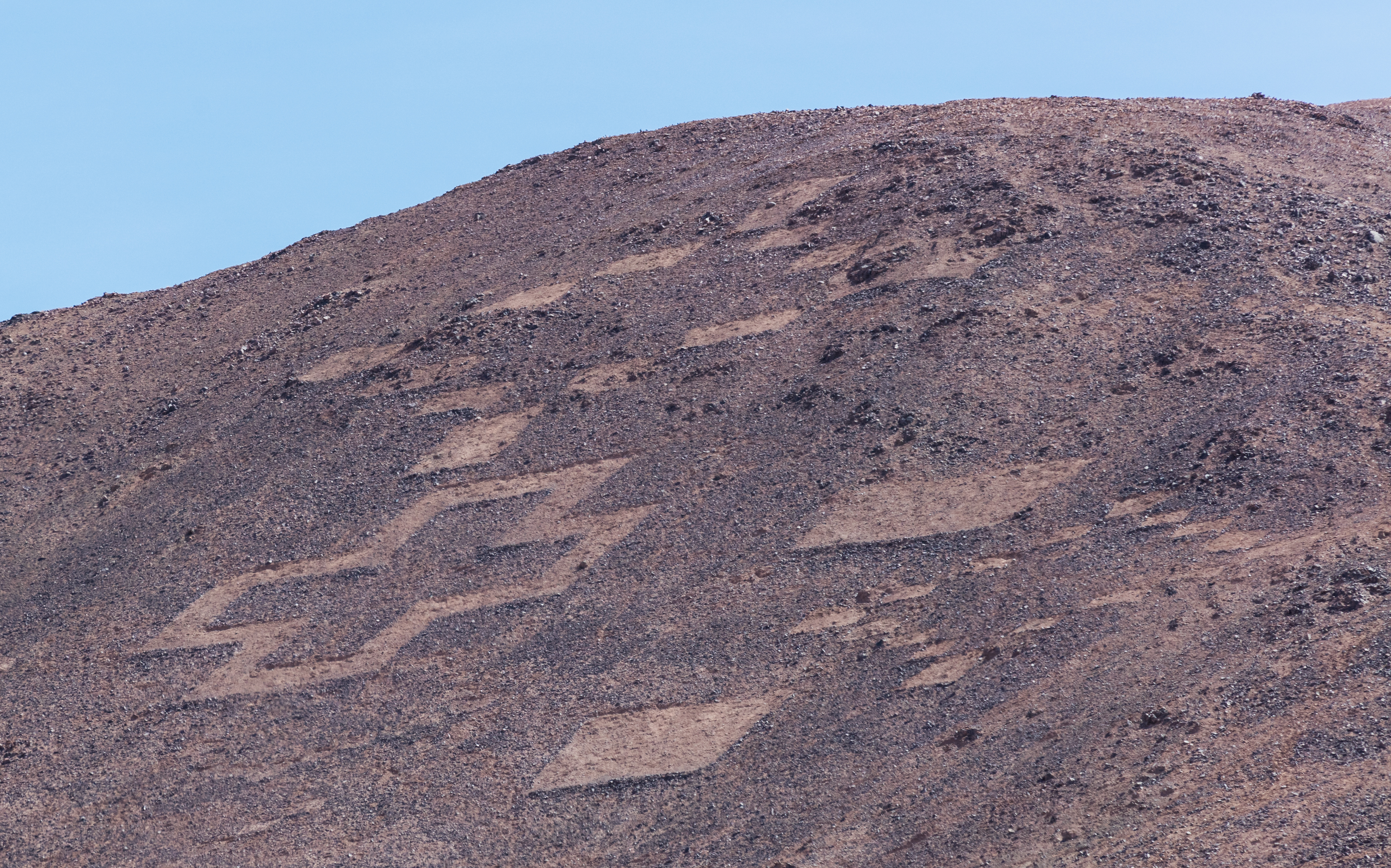
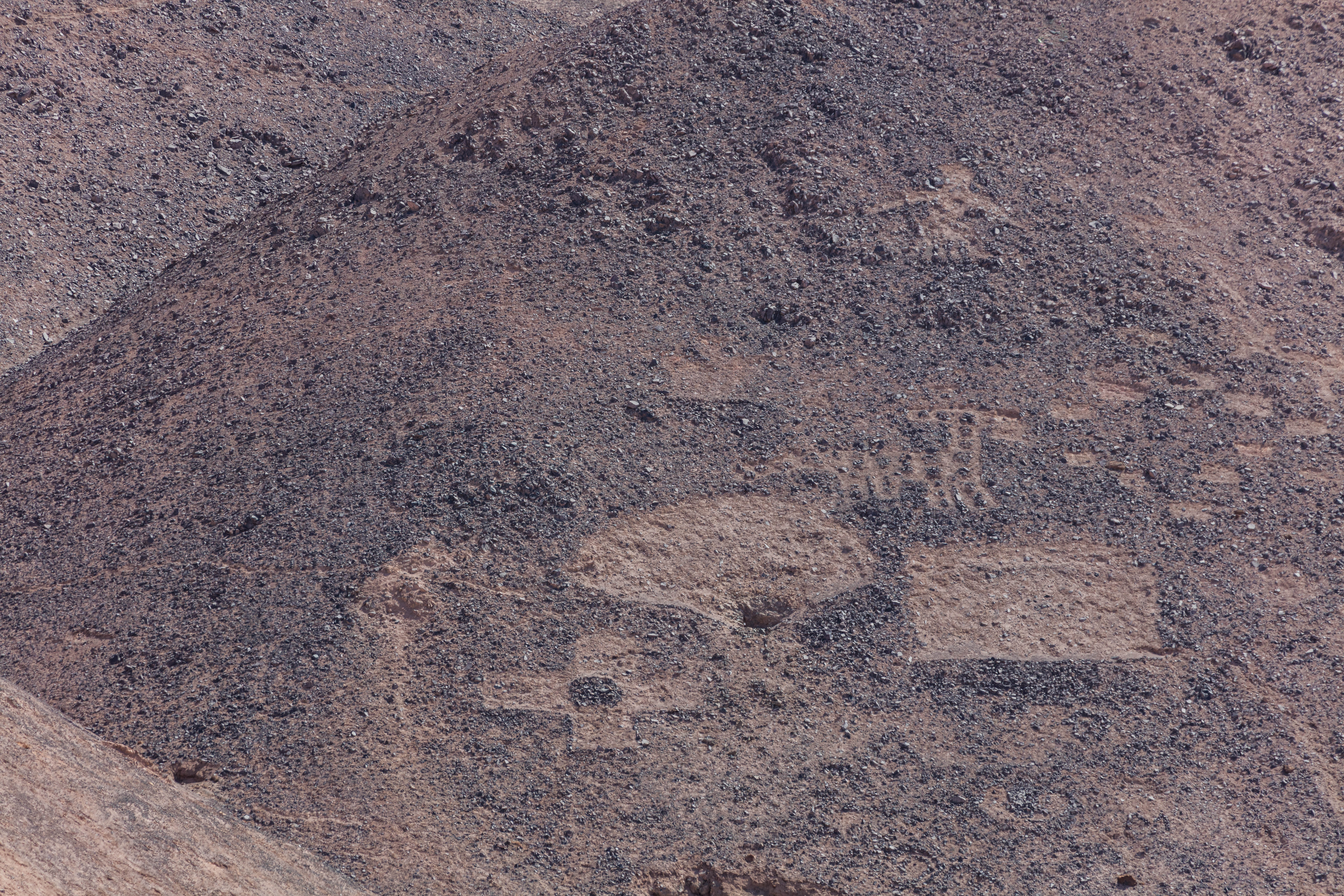
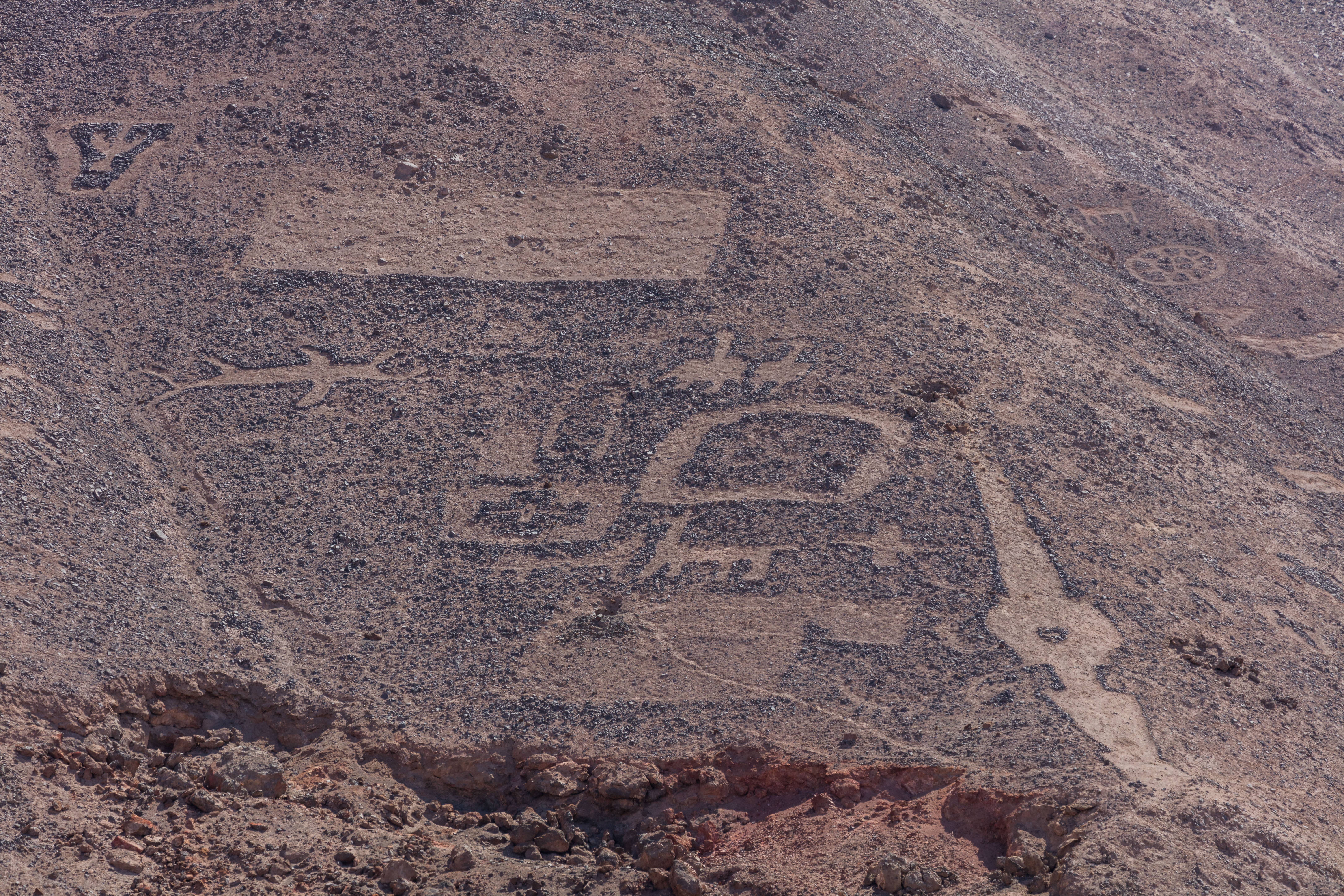
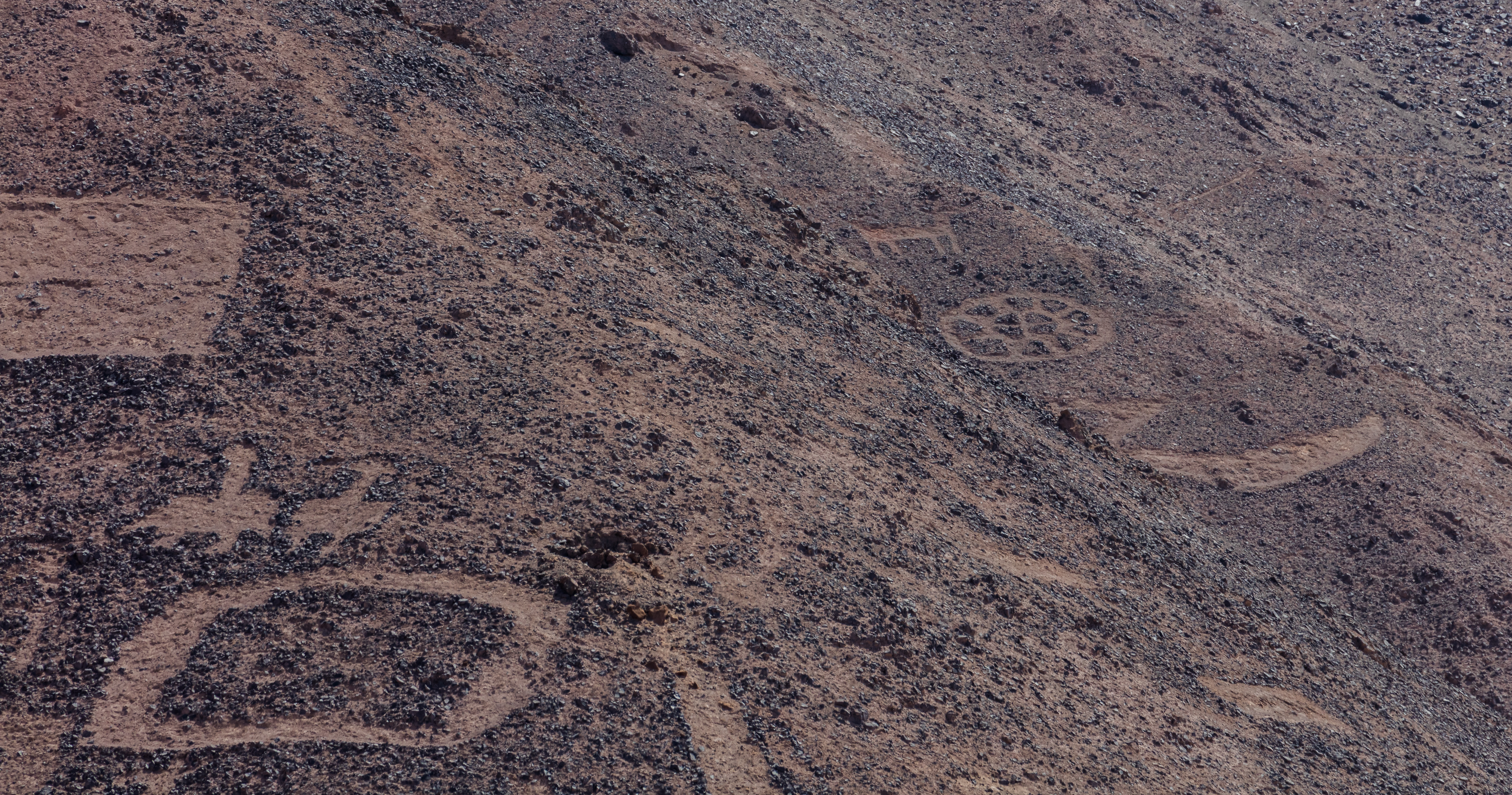
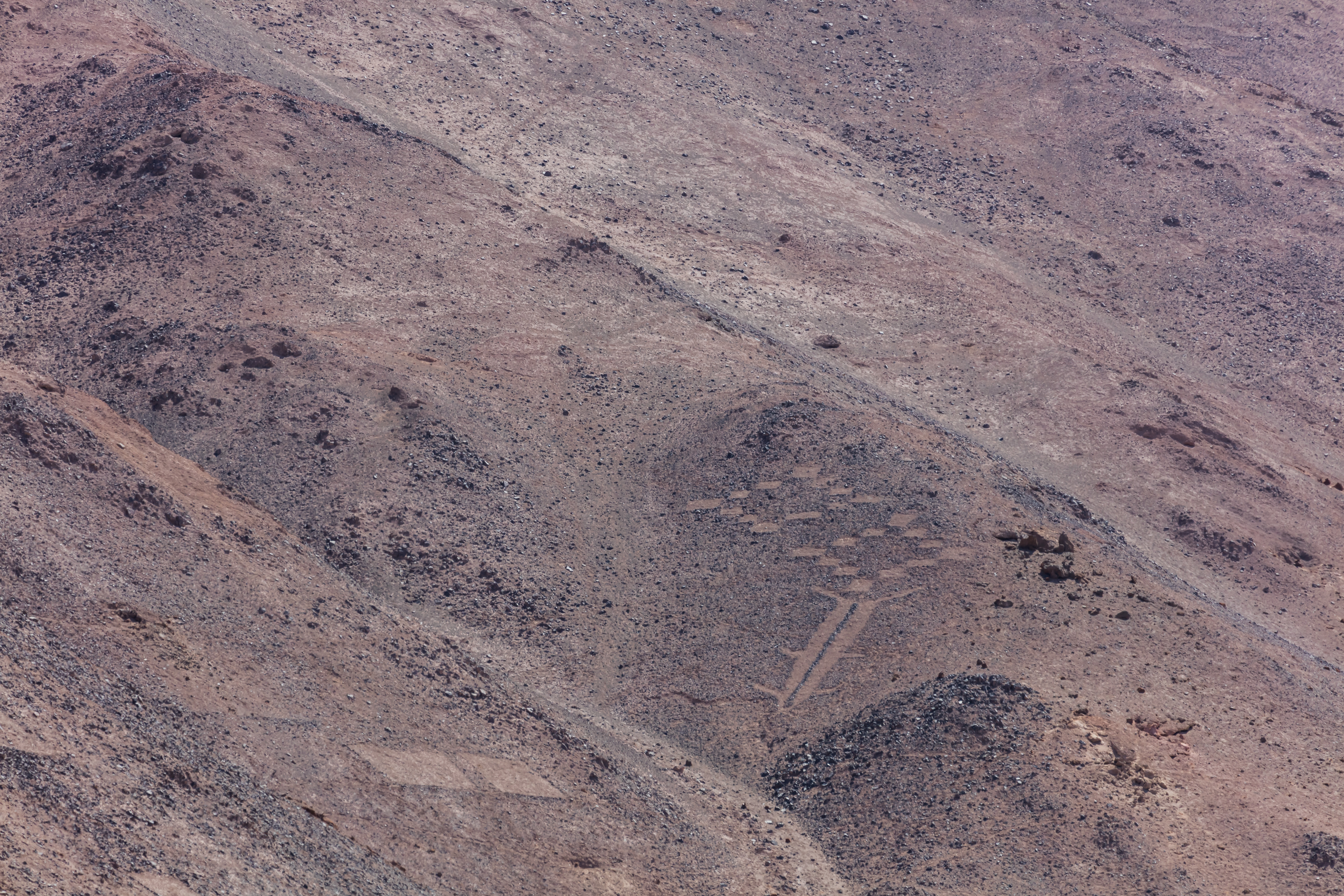
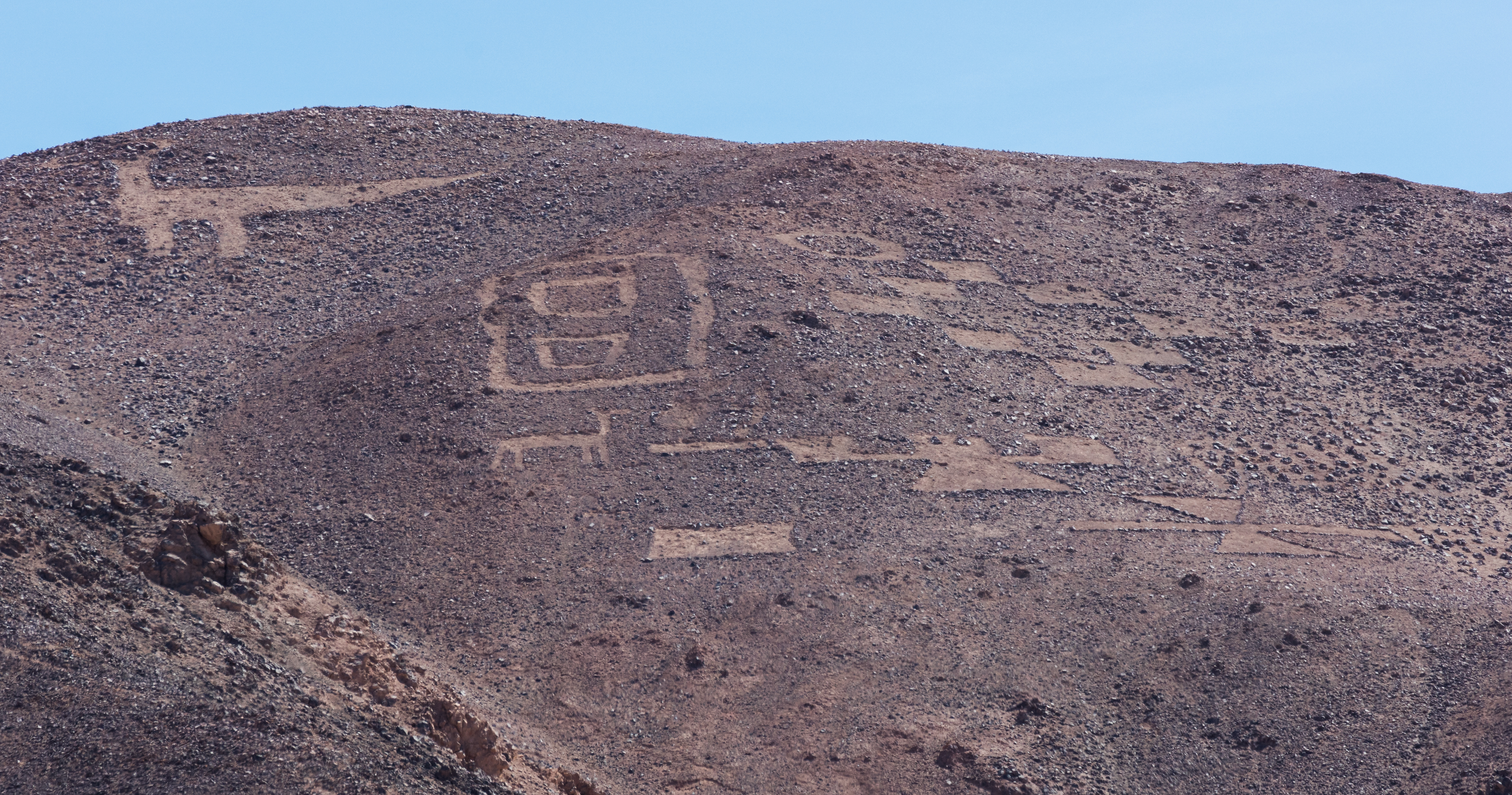
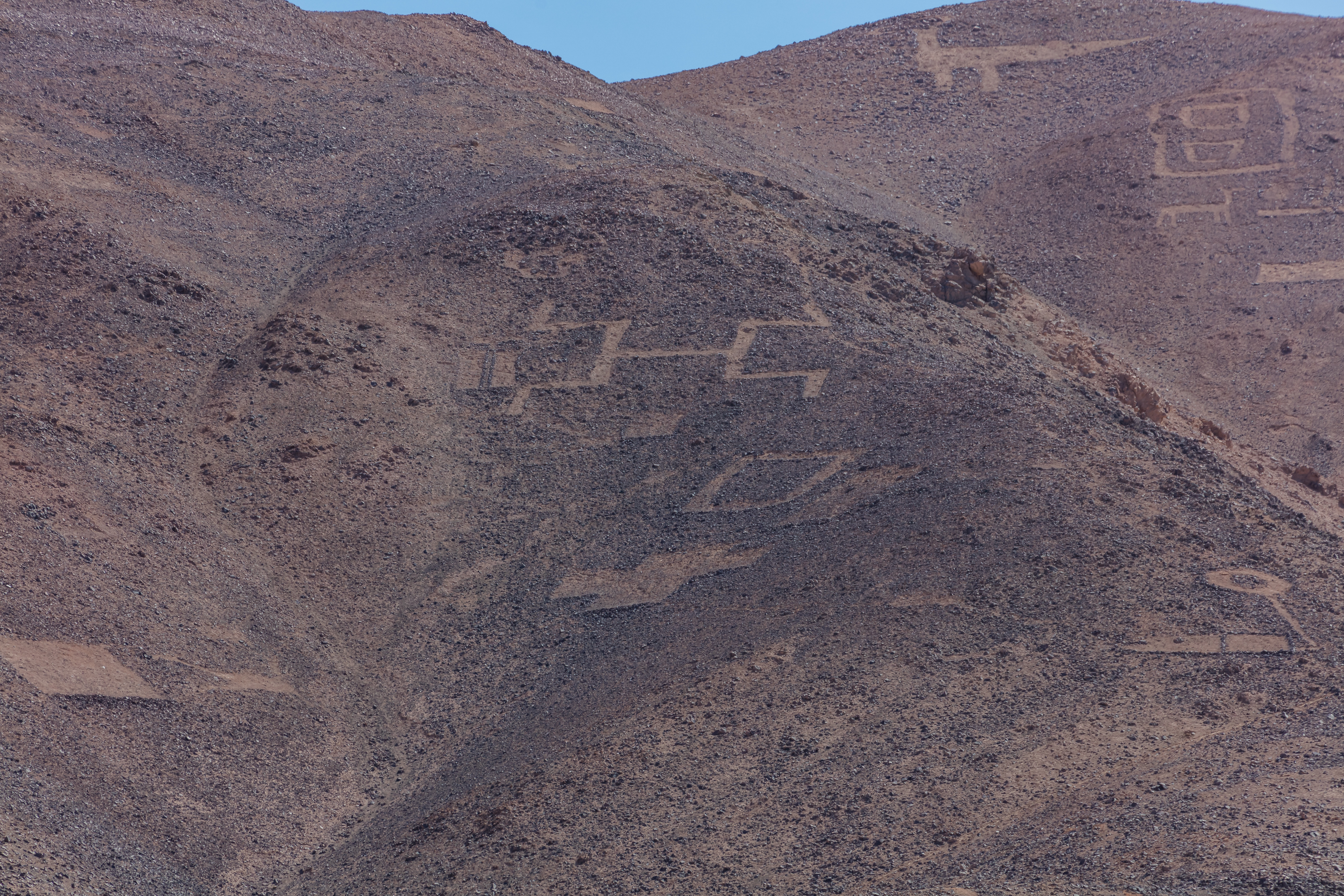
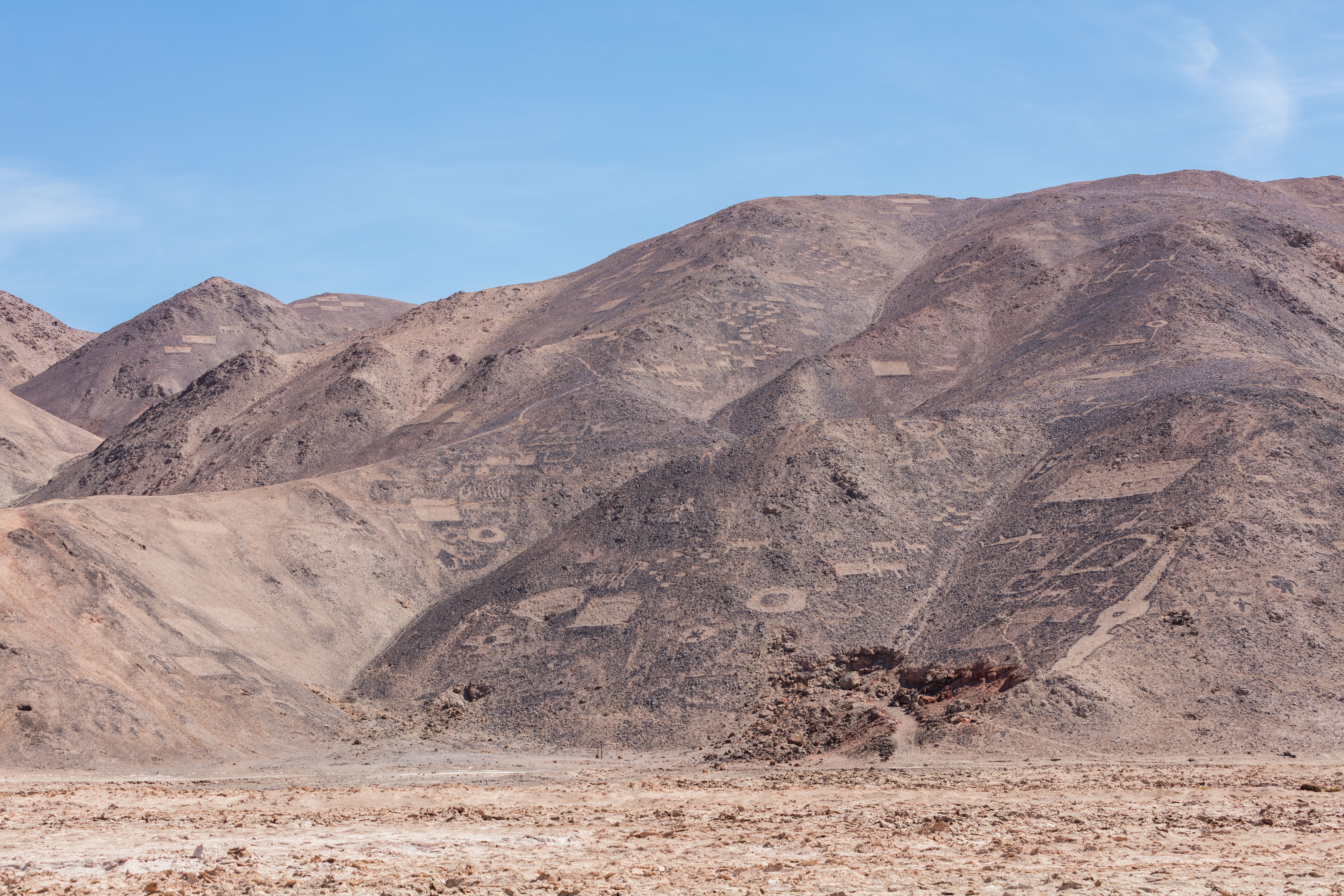
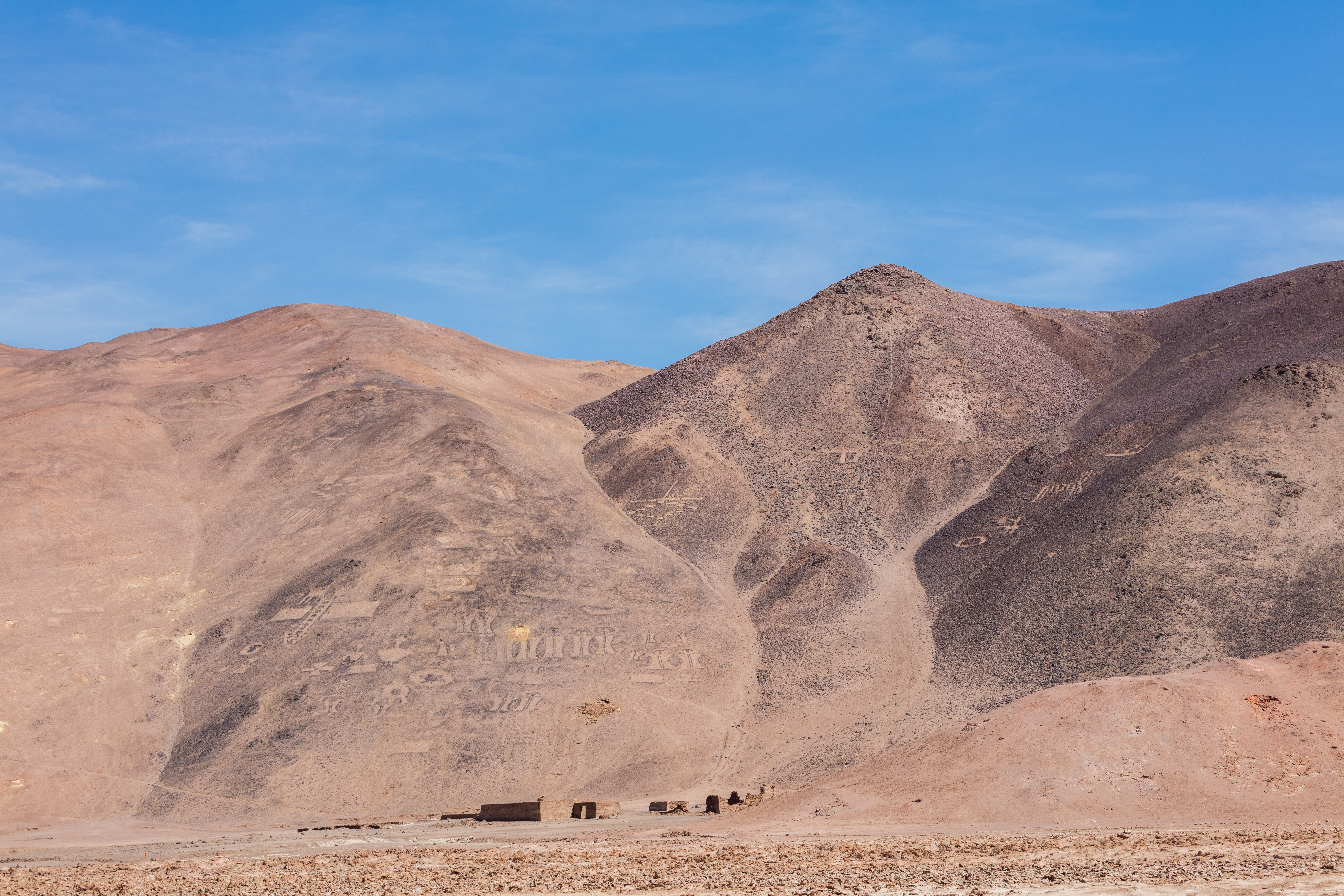
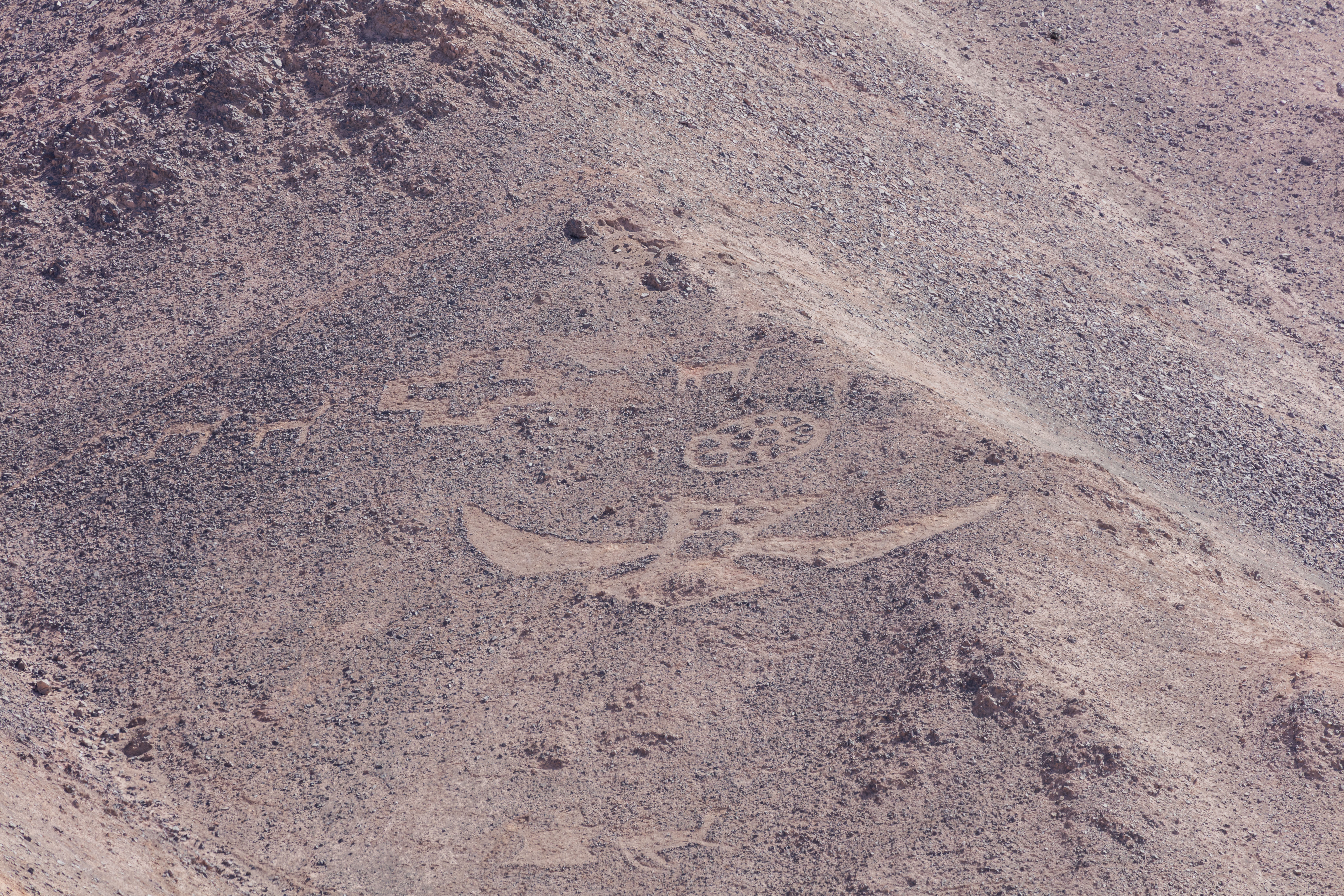
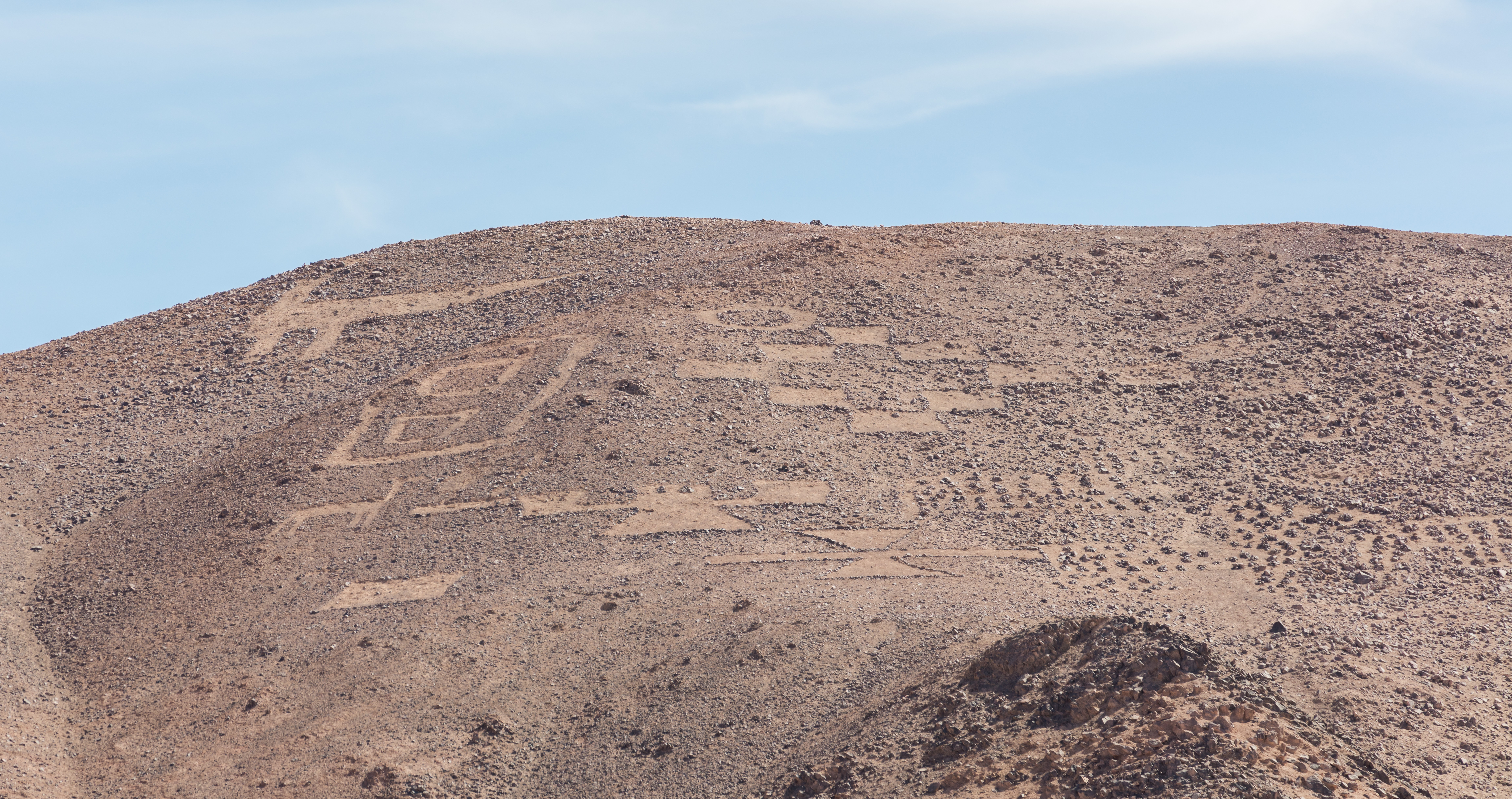
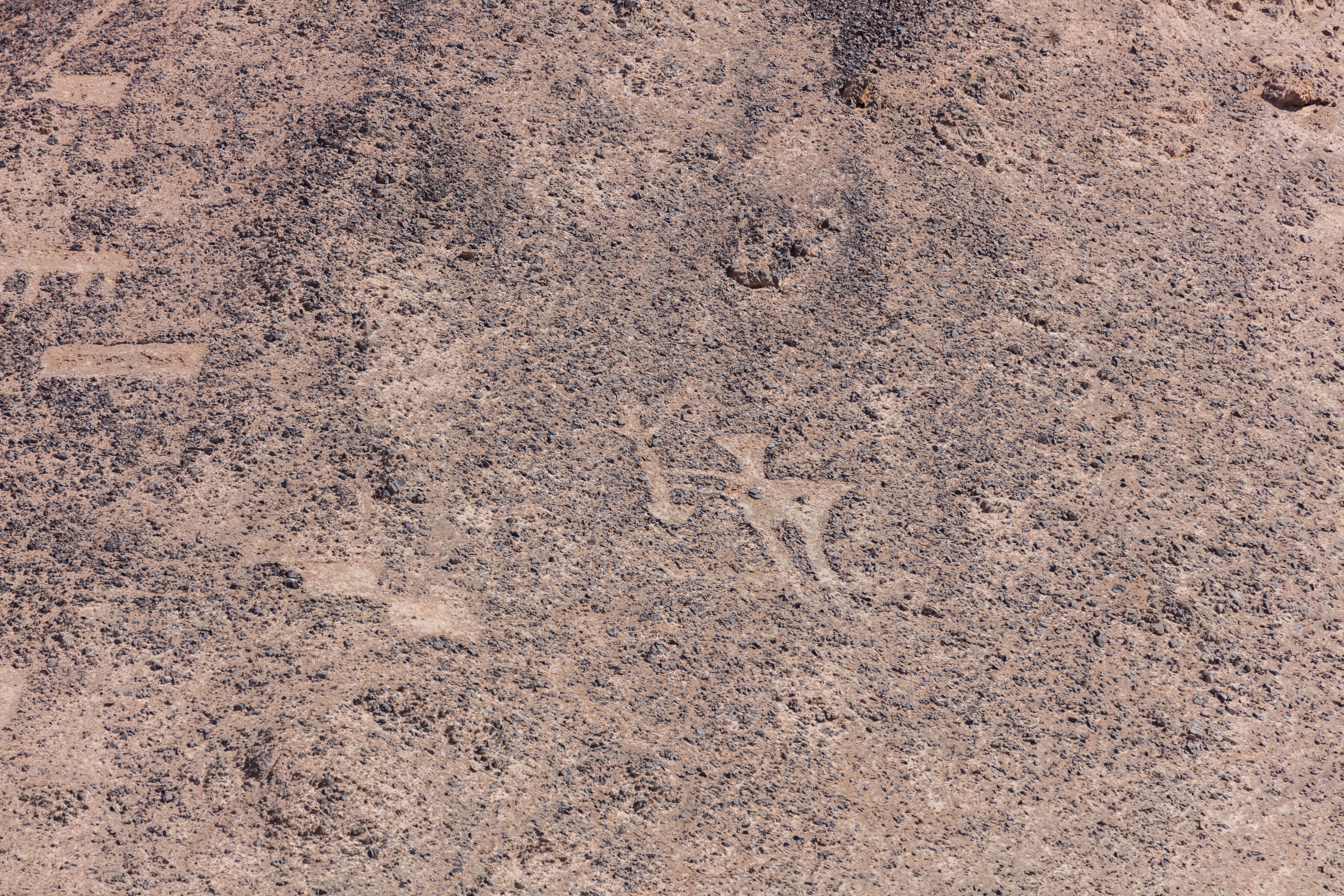
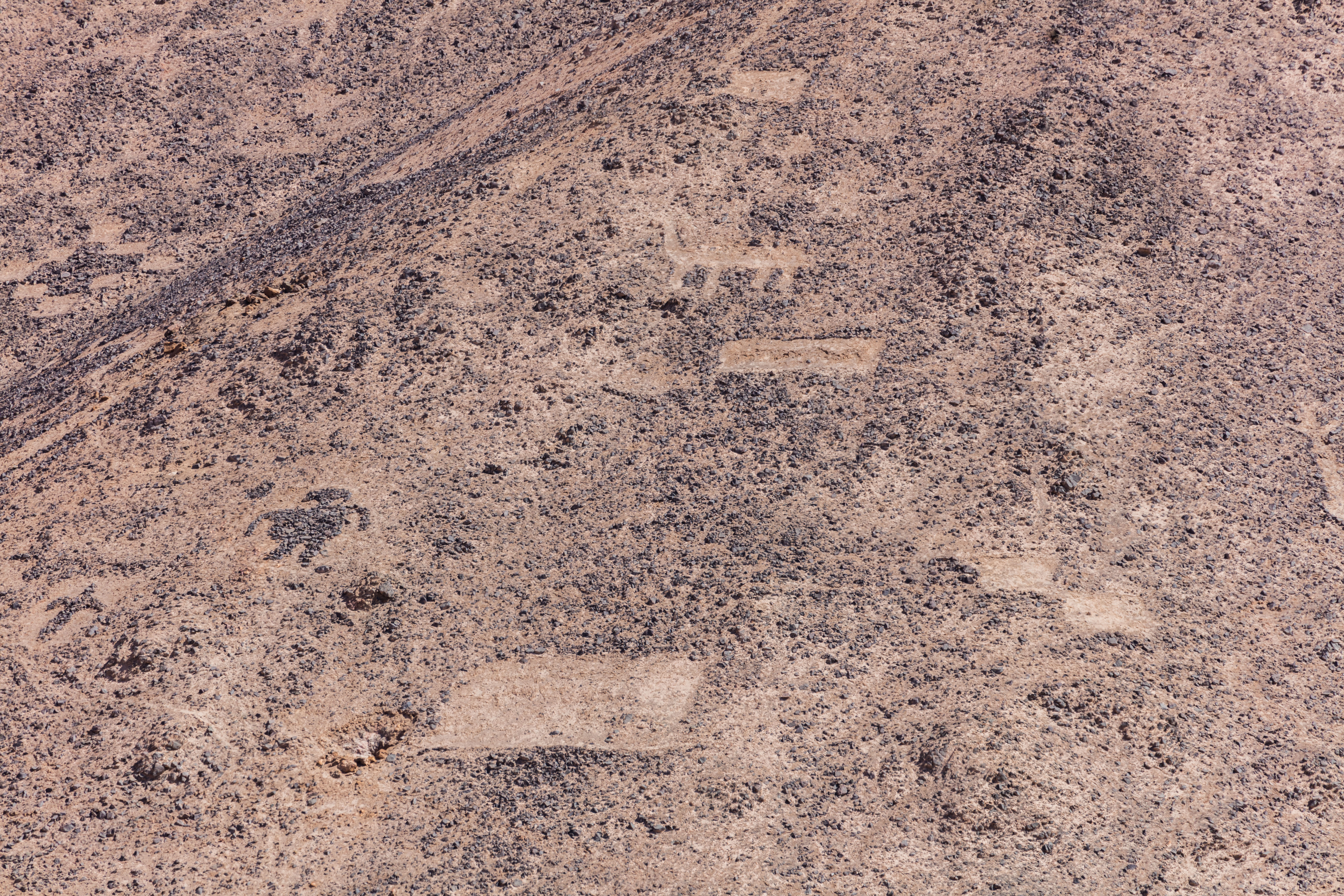
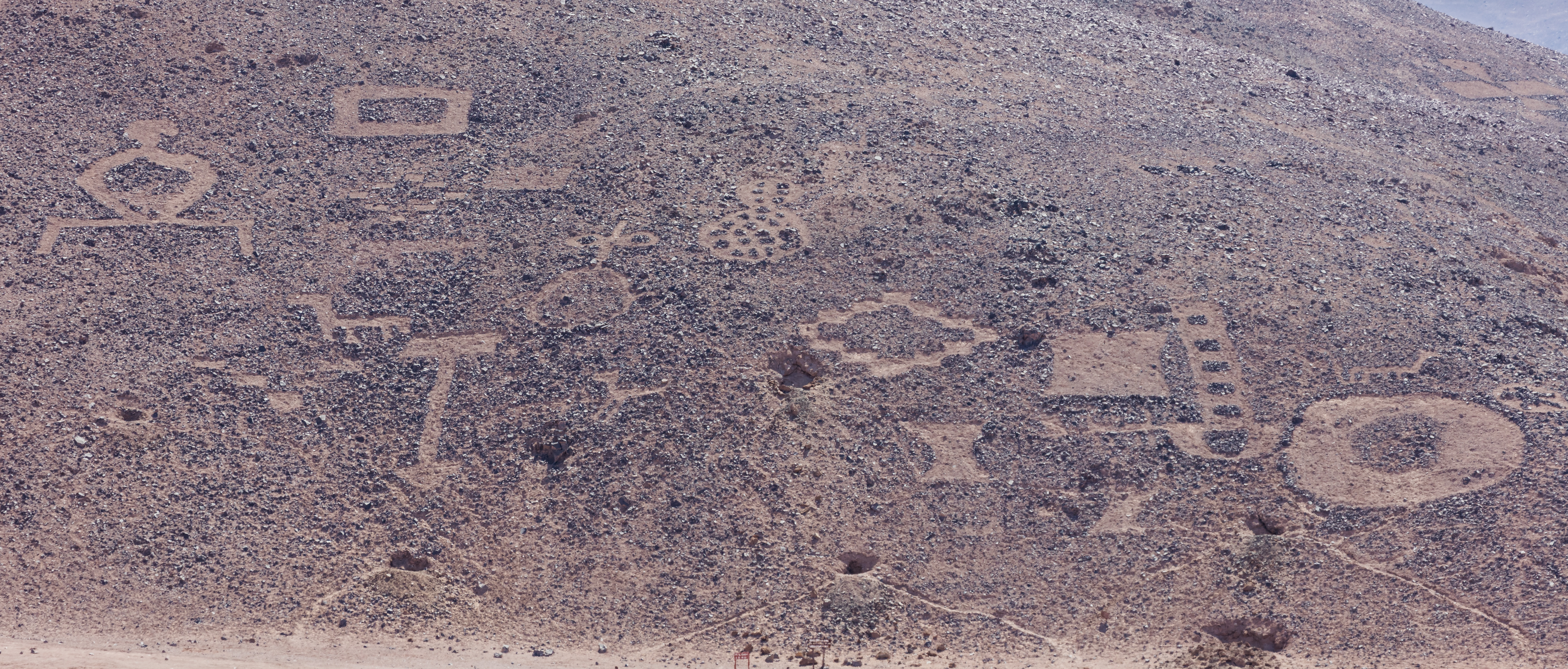
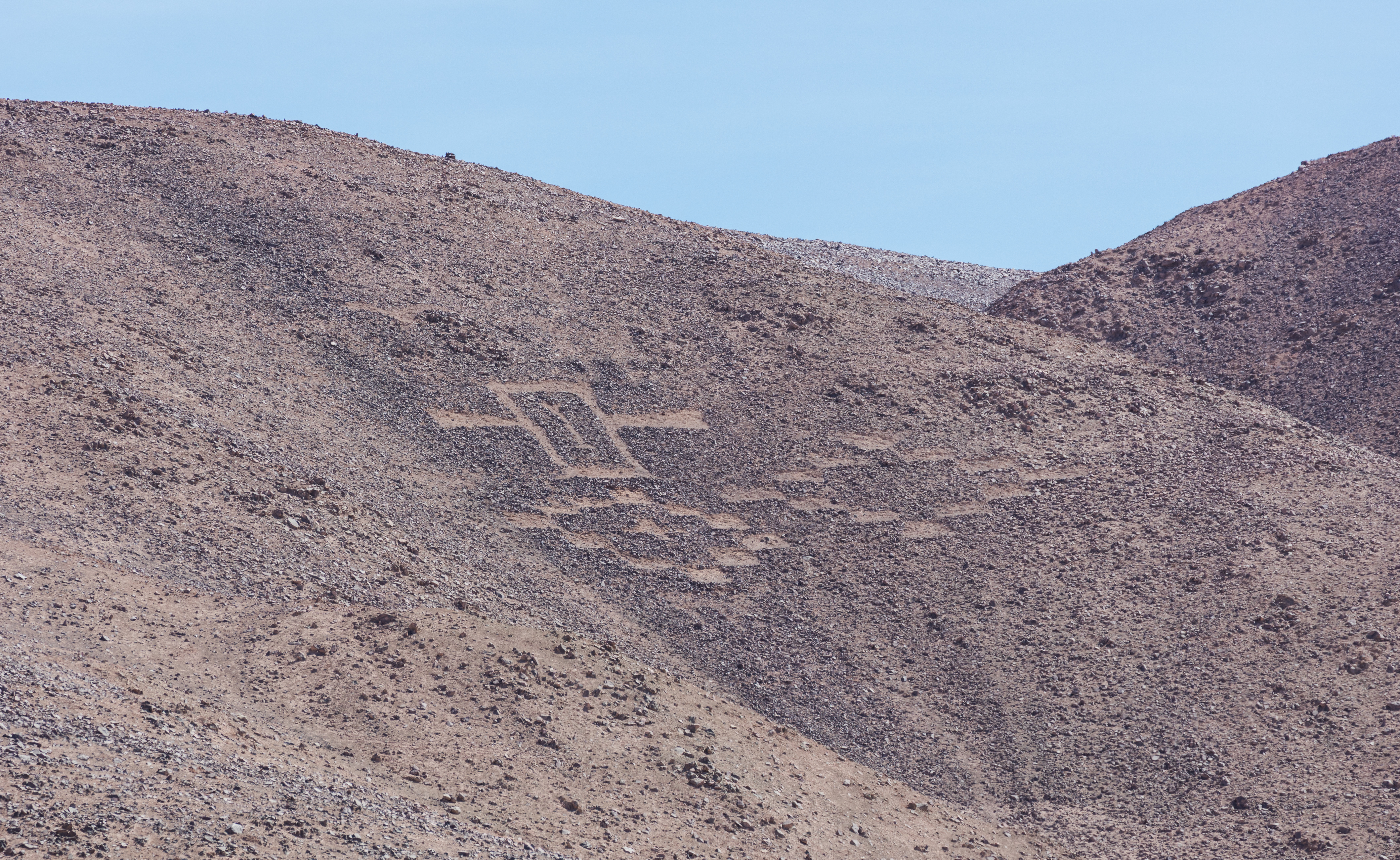
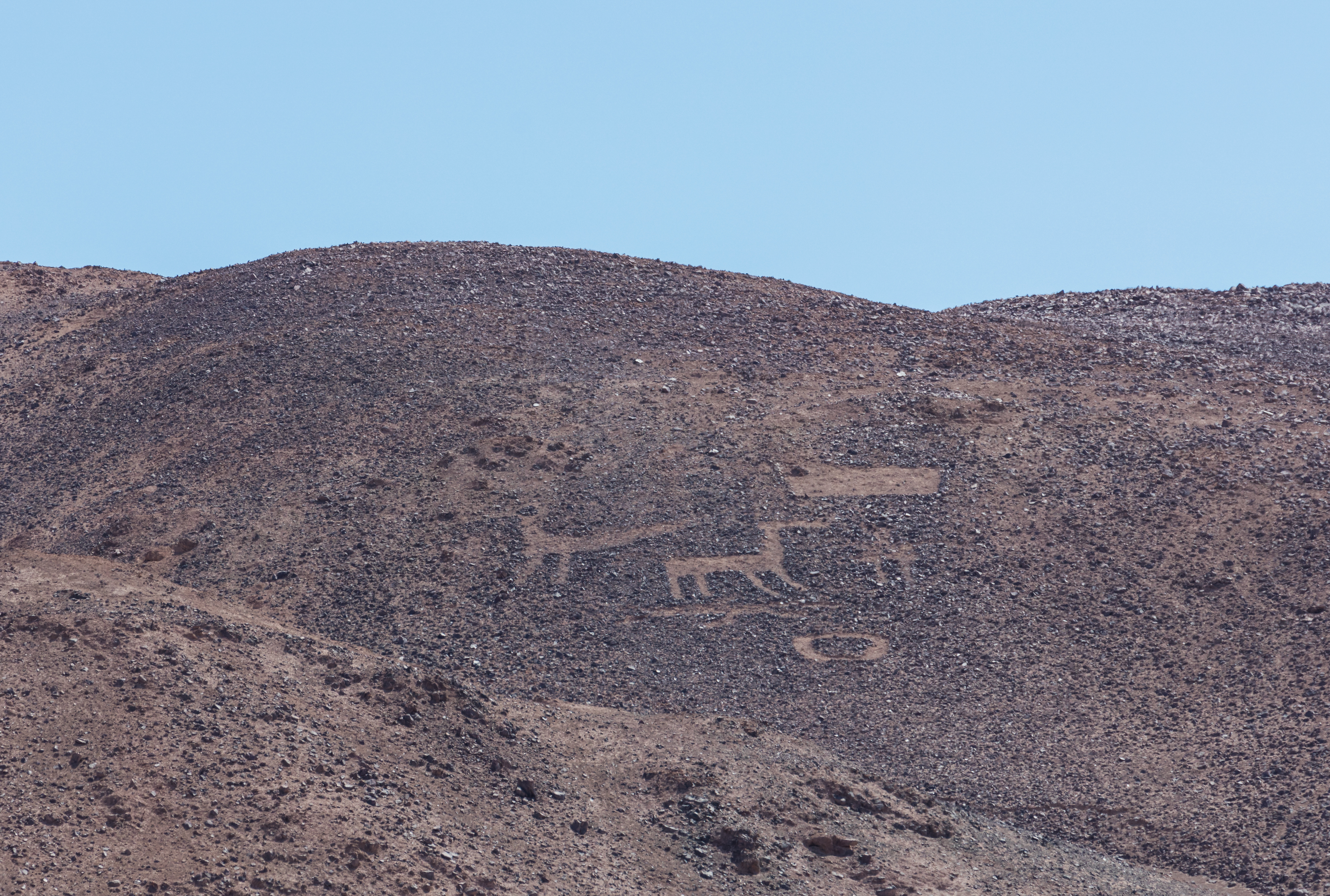
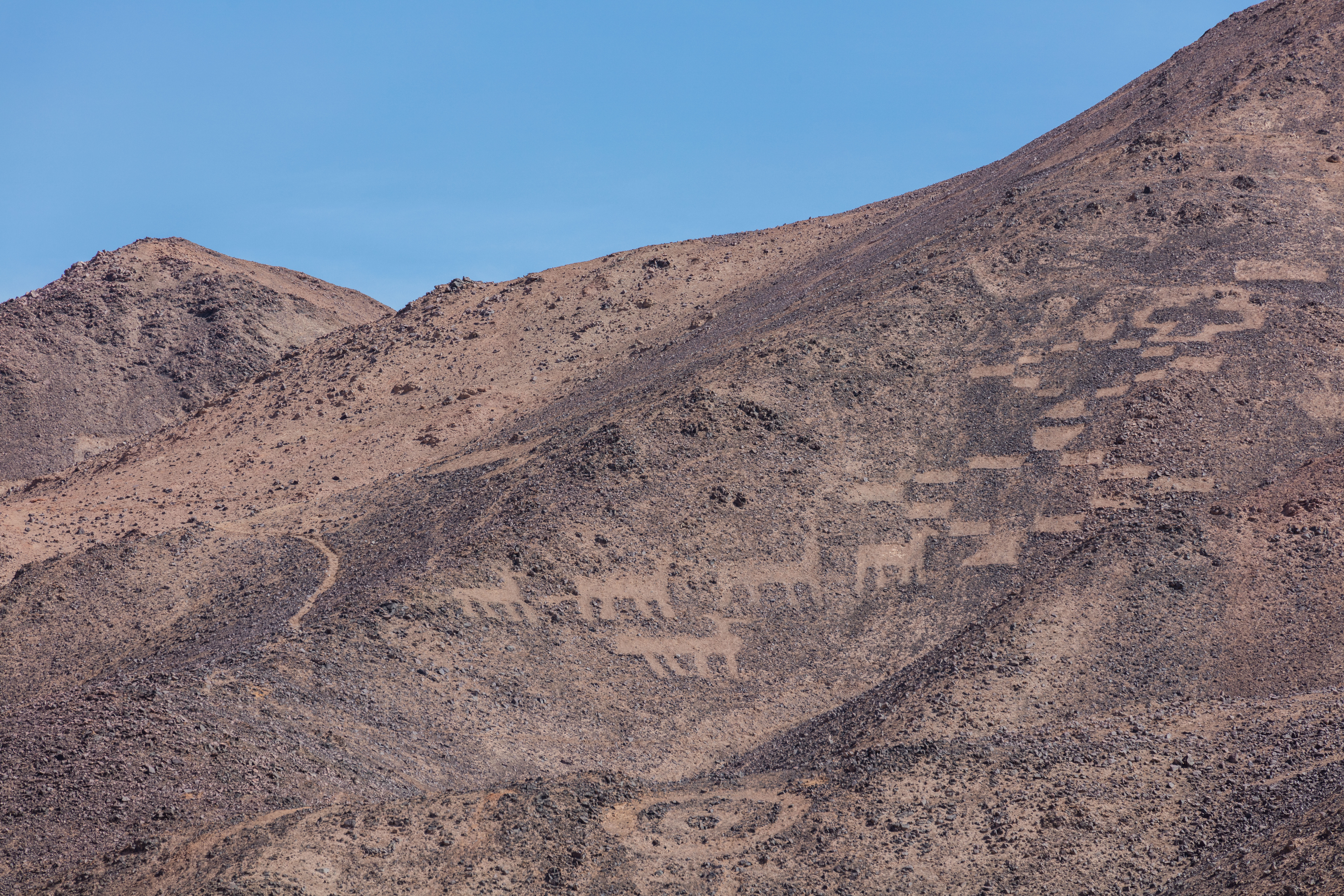